# الساندرو باسترینی
الساندرو باسترینی (انگلیسی: Alessandro Bastrini؛ زادهٔ ۳ آوریل ۱۹۸۷) بازیکن فوتبال اهل ایتالیا است.
از باشگاه‌هایی که در آن بازی کرده‌است می‌توان به باشگاه فوتبال اینتر میلان، باشگاه فوتبال مودنا، باشگاه فوتبال سالرنیتانا، باشگاه فوتبال نووارا، باشگاه فوتبال کاتانیا، باشگاه فوتبال کالیاری، باشگاه فوتبال سمپدوریا، باشگاه فوتبال ساسولو، باشگاه فوتبال کومو، باشگاه فوتبال ویچنزا، و باشگاه فوتبال ترنانا اشاره کرد.